# Frydenlund Fuglepark
Frydenlund Fuglepark eller Danmarks Fugle Zoo Frydenlund Fuglepark er en zoologisk have, der ligger vest for Tommerup i Assens Kommune på Fyn. Det er indrettet i en tidligere bondegård, og den omfatter et område på 5 ha., og et stisystem på 2 km. Haven har omkring 800 forskellige arter. Desuden rummer parken dværggeder, kaniner og marsvin.
Der er også udstillet en række gamle landsbrugsredskaber. Denne samling er oprindeligt fra gården, hvor parken er indrettet, men rummer i dag også redskaber fra andre gårde i lokalområdet.